# (36799) 2000 SG43
2000 SG43 (asteroide 36799) é um asteroide da cintura principal. Possui uma excentricidade de 0.15579360 e uma inclinação de 4.46347º.
Este asteroide foi descoberto no dia 26 de setembro de 2000 por Crni Vrh em Crni Vrh.